# Therion circumflexum
Therion circumflexum är en stekelart som först beskrevs av Linnaeus 1758.  Therion circumflexum ingår i släktet Therion, och familjen brokparasitsteklar. Arten är reproducerande i Sverige. Inga underarter finns listade.